# Four Nations Chess League 2017/18
Die Four Nations Chess League 2017/18 war die 25. Spielzeit der Four Nations Chess League (4NCL).
Der Titelverteidiger Guildford A&DC setzte sich erneut ohne Punktverlust durch. Im Vorjahr waren Alba, The ADs, Spirit of Atticus und Cambridge University aufgestiegen. Als einziger Aufsteiger erreichte Alba den Klassenerhalt, während The ADs, Spirit of Atticus und Cambridge zusammen mit der zweiten Mannschaft des Barbican Chess Club direkt wieder absteigen mussten.
Zu den gemeldeten Mannschaftskadern siehe Mannschaftskader der Four Nations Chess League 2017/18.

## Spieltermine
Die Wettkämpfe fanden statt am 11. und 12. November 2017, 13. und 14. Januar, 10. und 11. Februar, 17. und 18. März sowie vom 5. bis 7. Mai 2018. Die ersten beiden und die letzten drei Runden wurden in Telford ausgerichtet, die Runden 3 und 4 in Solihull, die Runden 5 und 6 in Northampton sowie die Runden 7 und 8 in Wokefield.

## Vorrunde

### Gruppeneinteilung
Die 16 Mannschaften wurden wie folgt in die zwei Vorrunden eingeteilt:
| Pool A                      | Pool B                             |
| --------------------------- | ---------------------------------- |
| Guildford A&DC I (1)        | Cheddleton (2)                     |
| 3Cs (4)                     | Guildford A&DC II (3)              |
| White Rose Chess (5)        | Barbican Chess Club I (6)          |
| Grantham Sharks (8)         | Wood Green Hilsmark Kingfisher (7) |
| Barbican Chess Club II (10) | Blackthorne Russia (9)             |
| Oxford (11)                 | West is Best (12)                  |
| The ADs (A2)                | Alba (A1)                          |
| Spirit of Atticus (A3)      | Cambridge University (A4)          |

Anmerkung: In Klammern ist die Vorjahresplatzierung angegeben, ist dieser ein „A“ vorangestellt, so handelt es sich um die Vorjahresplatzierung eines Aufsteigers in der Division 2. West is Best trat bis zur Saison 2016/17 unter dem Namen South Wales Dragons an.

### Pool A
Während die ersten und die letzten drei Plätze bereits nach sechs Runden vergeben waren, fiel die Entscheidung über den letzten Startplatz im Championship Pool erst in der Schlussrunde.

#### Tabelle
| Pl. | Verein                             | Sp | G | U | V | MP   | Brett-P.  |
| --- | ---------------------------------- | -- | - | - | - | ---- | --------- |
| 01. | Guildford A&DC I. Mannschaft (M)   | 7  | 7 | 0 | 0 | 14:0 | 52,0:4,0  |
| 02. | White Rose Chess                   | 7  | 6 | 0 | 1 | 12:2 | 36,0:20,0 |
| 03. | Oxford                             | 7  | 4 | 0 | 3 | 8:6  | 29,0:27,0 |
| 04. | Grantham Sharks                    | 7  | 4 | 0 | 3 | 8:6  | 25,5:30,5 |
| 05. | 3Cs                                | 7  | 3 | 1 | 3 | 7:7  | 29,5:26,5 |
| 06. | Spirit of Atticus (N)              | 7  | 1 | 1 | 5 | 3:11 | 15,5:40,5 |
| 07. | Barbican Chess Club II. Mannschaft | 7  | 1 | 0 | 6 | 2:12 | 20,0:36,0 |
| 08. | The ADs (N)                        | 7  | 0 | 2 | 5 | 2:12 | 16,0:40,0 |

#### Entscheidungen
|     | Teilnehmer am Championship Pool: Guildford A&DC I. Mannschaft, White Rose Chess, Oxford, Grantham Sharks |
|     | Teilnehmer am Demotion Pool: 3Cs, Spirit of Atticus, Barbican Chess Club II. Mannschaft, The ADs         |
| (M) | Meister der letzten Saison                                                                               |
| (N) | Aufsteiger der letzten Saison                                                                            |

#### Kreuztabelle
| Ergebnisse | Ergebnisse                         | 01. | 02. | 03. | 04. | 05. | 06. | 07. | 07. |
| ---------- | ---------------------------------- | --- | --- | --- | --- | --- | --- | --- | --- |
| 01.        | Guildford A&DC I. Mannschaft       |     | 7   | 7   | 7½  | 7½  | 8   | 7   | 8   |
| 02.        | White Rose Chess                   | 1   |     | 5   | 5½  | 5½  | 7½  | 6   | 5½  |
| 03.        | Oxford                             | 1   | 3   |     | 3½  | 4½  | 5   | 5½  | 6½  |
| 04.        | Grantham Sharks                    | ½   | 2½  | 4½  |     | 4   | 5½  | 4½  | 4   |
| 05.        | 3Cs                                | ½   | 2½  | 3½  | 4   |     | 6½  | 6   | 6½  |
| 06.        | Spirit of Atticus                  | -½  | ½   | 3   | 2½  | 1½  |     | 4½  | 4   |
| 07.        | Barbican Chess Club II. Mannschaft | 1   | 2   | 2½  | 3½  | 2   | 3½  |     | 5½  |
| 08.        | The ADs                            | 0   | 2½  | 1½  | 4   | 1½  | 4   | 2½  |     |

Anmerkung: Wegen einer kampflosen Niederlage wurde Spirit of Atticus im Wettkampf gegen Guildford ein halber Brettpunkt abgezogen.

### Pool B
Während die ersten und die letzten drei Plätze bereits nach sechs Runden vergeben waren, fiel die Entscheidung über den letzten Startplatz im Championship Pool erst in der Schlussrunde.

#### Tabelle
| Pl. | Verein                            | Sp | G | U | V | MP   | Brett-P.  |
| --- | --------------------------------- | -- | - | - | - | ---- | --------- |
| 01. | Cheddleton and Leek Chess Club    | 7  | 6 | 1 | 0 | 13:1 | 39,5:16,5 |
| 02. | Guildford A&DC II. Mannschaft     | 7  | 6 | 0 | 1 | 12:2 | 35,5:20,5 |
| 03. | Wood Green Hilsmark Kingfisher    | 7  | 5 | 1 | 1 | 11:3 | 32,5:23,5 |
| 04. | Barbican Chess Club I. Mannschaft | 7  | 4 | 0 | 3 | 8:6  | 30,5:25,5 |
| 05. | Blackthorne Russia                | 7  | 3 | 0 | 4 | 6:8  | 28,0:28,0 |
| 06. | West is Best                      | 7  | 2 | 0 | 5 | 4:10 | 23,0:33,0 |
| 07. | Alba (N)                          | 7  | 1 | 0 | 6 | 2:12 | 19,5:36,5 |
| 08. | Cambridge University (N)          | 7  | 0 | 0 | 7 | 0:14 | 15,5:40,5 |

#### Entscheidungen
|     | Teilnehmer am Championship Pool: Cheddleton and Leek Chess Club, Guildford A&DC II. Mannschaft, Wood Green Hilsmark Kingfisher, Barbican Chess Club I. Mannschaft |
|     | Teilnehmer am Demotion Pool: Blackthorne Russia, West is Best, Alba, Cambridge University                                                                         |
| (N) | Aufsteiger der letzten Saison |

#### Kreuztabelle
| Ergebnisse | Ergebnisse                        | 01. | 02. | 03. | 04. | 05. | 06. | 07. | 08. |
| ---------- | --------------------------------- | --- | --- | --- | --- | --- | --- | --- | --- |
| 01.        | Cheddleton and Leek Chess Club    |     | 5   | 4   | 5½  | 5½  | 6½  | 6½  | 6½  |
| 02.        | Guildford A&DC II. Mannschaft     | 3   |     | 6   | 5   | 5½  | 5½  | 6   | 4½  |
| 03.        | Wood Green Hilsmark Kingfisher    | 4   | 2   |     | 4½  | 5   | 4½  | 5½  | 7   |
| 04.        | Barbican Chess Club I. Mannschaft | 2½  | 3   | 3½  |     | 4½  | 4½  | 5½  | 7   |
| 05.        | Blackthorne Russia                | 2½  | 2½  | 3   | 3½  |     | 6   | 5   | 5½  |
| 06.        | West is Best                      | 1½  | 2½  | 3½  | 3½  | 2   |     | 5   | 5   |
| 07.        | Alba                              | 1½  | 2   | 2½  | 2½  | 3   | 3   |     | 5   |
| 08.        | Cambridge University              | 1½  | 3½  | 1   | 1   | 2½  | 3   | 3   |     |

## Endrunde

### Championship Pool
Der Titelverteidiger Guildford A&DC setzte sich am Ende klar ab.

#### Tabelle
| Pl. | Verein                            | Sp | G | U | V | MP   | Brett-P.  |
| --- | --------------------------------- | -- | - | - | - | ---- | --------- |
| 01. | Guildford A&DC I. Mannschaft (M)  | 7  | 7 | 0 | 0 | 14:0 | 45,5:10,5 |
| 02. | Cheddleton and Leek Chess Club    | 7  | 4 | 2 | 1 | 10:4 | 36,0:20,0 |
| 03. | White Rose Chess                  | 7  | 4 | 2 | 1 | 10:4 | 29,5:26,5 |
| 04. | Guildford A&DC II. Mannschaft     | 7  | 4 | 0 | 3 | 8:6  | 31,5:24,5 |
| 05. | Wood Green Hilsmark Kingfisher    | 7  | 3 | 2 | 2 | 8:6  | 28,5:27,5 |
| 06. | Barbican Chess Club I. Mannschaft | 7  | 2 | 0 | 5 | 4:10 | 25,0:31,0 |
| 07. | Grantham Sharks                   | 7  | 1 | 0 | 6 | 2:12 | 15,0:41,0 |
| 08. | Oxford                            | 7  | 0 | 0 | 7 | 0:14 | 13,0:43,0 |

#### Entscheidungen
|     | Britischer Meister: Guildford A&DC I. Mannschaft |
| (M) | Meister der letzten Saison                       |

#### Kreuztabelle
| Ergebnisse | Ergebnisse                        | 01. | 02.  | 03.  | 04. | 05.  | 06.  | 07.  | 08.  |
| ---------- | --------------------------------- | --- | ---- | ---- | --- | ---- | ---- | ---- | ---- |
| 01.        | Guildford A&DC I. Mannschaft      |     | 5½   | (7)  | 5½  | 6½   | 6½   | (7½) | (7)  |
| 02.        | Cheddleton and Leek Chess Club    | 2½  |      | 4    | (5) | (4)  | (5½) | 7    | 8    |
| 03.        | White Rose Chess                  | (1) | 4    |      | 4½  | 4    | 5½   | (5½) | (5)  |
| 04.        | Guildford A&DC II. Mannschaft     | 2½  | (3)  | 3½   |     | (6)  | (5)  | 6½   | 5    |
| 05.        | Wood Green Hilsmark Kingfisher    | 1½  | (4)  | 4    | (2) |      | (4½) | 6    | 6½   |
| 06.        | Barbican Chess Club I. Mannschaft | 1½  | (2½) | 2½   | (3) | (3½) |      | 5    | 7    |
| 07.        | Grantham Sharks                   | (½) | 1    | (2½) | 1½  | 2    | 3    |      | (4½) |
| 08.        | Oxford                            | (1) | 0    | (3)  | 3   | 1½   | 1    | (3½) |      |

Anmerkungen:
- Eingeklammerte Ergebnisse sind aus der Vorrunde übernommen.

### Demotion Pool
Vor der letzten Runde standen The ADs und Cambridge University bereits zwei Absteiger fest, während die Entscheidung über die beiden weiteren Absteiger in der Schlussrunde gegen Spirit of Atticus und die zweite Mannschaft von Barbican fiel.

#### Tabelle
| Pl. | Verein                             | Sp | G | U | V | MP   | Brett-P.  |
| --- | ---------------------------------- | -- | - | - | - | ---- | --------- |
| 09. | 3Cs                                | 7  | 6 | 0 | 1 | 12:2 | 38,0:18,0 |
| 10. | Blackthorne Russia                 | 7  | 5 | 1 | 1 | 11:3 | 35,0:21,0 |
| 11. | West is Best                       | 7  | 5 | 0 | 2 | 10:4 | 30,0:26,0 |
| 12. | Alba (N)                           | 7  | 4 | 0 | 3 | 8:6  | 27,5:28,5 |
| 13. | Barbican Chess Club II. Mannschaft | 7  | 3 | 0 | 4 | 6:8  | 26,0:30,0 |
| 14. | Spirit of Atticus (N)              | 7  | 2 | 1 | 4 | 5:9  | 24,0:32,0 |
| 15. | The ADs (N)                        | 7  | 1 | 2 | 4 | 4:10 | 23,0:33,0 |
| 16. | Cambridge University (N)           | 7  | 0 | 0 | 7 | 0:14 | 19,5:36,5 |

#### Entscheidungen
|     | Absteiger in die Division 2: Barbican Chess Club II. Mannschaft, Spirit of Atticus, The ADs, Cambridge University |
| (N) | Aufsteiger der letzten Saison                                                                                     |

#### Kreuztabelle
| Ergebnisse | Ergebnisse                         | 09.  | 10.  | 11. | 12. | 13.  | 14.  | 15.  | 16.  |
| ---------- | ---------------------------------- | ---- | ---- | --- | --- | ---- | ---- | ---- | ---- |
| 09.        | 3Cs                                |      | 4½   | 3½  | 6   | (6)  | (6½) | (6½) | 5    |
| 10.        | Blackthorne Russia                 | 3½   |      | (6) | (5) | 5½   | 5½   | 4    | (5½) |
| 11.        | West is Best                       | 4½   | (2)  |     | (5) | 3½   | 4½   | 5½   | (5)  |
| 12.        | Alba                               | 2    | (3)  | (3) |     | 4½   | 5    | 5    | (5)  |
| 13.        | Barbican Chess Club II. Mannschaft | (2)  | 2½   | 4½  | 3½  |      | (3½) | (5½) | 4½   |
| 14.        | Spirit of Atticus                  | (1½) | 2½   | 3½  | 3   | (4½) |      | (4)  | 5    |
| 15.        | The ADs                            | (1½) | 4    | 2½  | 3   | (2½) | (4)  |      | 5½   |
| 16.        | Cambridge University               | 3    | (2½) | (3) | (3) | 2½   | 3    | 2½   |      |

Anmerkungen:
- Eingeklammerte Ergebnisse sind aus der Vorrunde übernommen.
- Wegen einer kampflosen Niederlage wurde Cambridge University im Wettkampf gegen Barbicans zweite Mannschaft ein Brettpunkt abgezogen.

## Die Meistermannschaft
| 1.            | Guildford A&DC |
| Schachfiguren | Iwan Tscheparinow, Matthew Sadler, Laurent Fressinet, Gawain Jones, Robin van Kampen, Romain Édouard, Sébastien Mazé, Maxime Lagarde, Jean-Pierre Le Roux, Nicholas Pert, Daniel Howard Fernandez, Antoaneta Stefanowa, Glenn Flear, Mark Hebden, Sophie Milliet. |